# Acanthocephaloides cyrusi
Acanthocephaloides cyrusi is een haakworm die parasiteert in maag en ingewanden van de Solea bleekeri en Pomasdasys commersioni. De soort wordt maximaal 0,11 (vrouwelijke exemplaren) tot 0,4 cm (mannelijke exemplaren) groot.